# Puccinia miscanthicola
Puccinia miscanthicola ist eine Ständerpilzart aus der Ordnung der Rostpilze (Pucciniales). Der Pilz ist ein Endoparasit des Süßgrases Miscanthus sacchariflorus. Symptome des Befalls durch die Art sind Rostflecken und Pusteln auf den Blattoberflächen der Wirtspflanzen. Sie ist ein Endemit Chinas.

## Merkmale

### Makroskopische Merkmale
Puccinia miscanthicola ist mit bloßem Auge nur anhand der auf der Oberfläche des Wirtes hervortretenden Sporenlager zu erkennen. Sie wachsen in Nestern, die als gelbliche bis braune Flecken und Pusteln auf den Blattoberflächen erscheinen.

### Mikroskopische Merkmale
Das Myzel von Puccinia miscanthicola wächst wie bei allen Puccinia-Arten interzellulär und bildet Saugfäden, die in das Speichergewebe des Wirtes wachsen. Aecien oder Spermogonien der Art sind nicht bekannt, gleiches gilt für Uredien des Pilzes oder seine Uredosporen. Die runden bis länglichen, meist blattunterseitig wachsenden Telien der Art sind schwarzbraun, pulverig und bis zu 1 mm lang. Die kastanienbraunen Teliosporen sind zwei- bis vierzellig, annähernd spindelförmig bis langellipsoid und 32–55 × 15–24 µm groß. Ihre Stiele sind gelblich und bis zu 190 µm lang.

## Verbreitung
Das bekannte Verbreitungsgebiet von Puccinia miscanthicola umfasst lediglich das chinesische Shaanxi.

## Ökologie
Die Wirtspflanze von Puccinia miscanthicola ist Miscanthus sacchariflorus. Der Pilz ernährt sich von den im Speichergewebe der Pflanzen vorhandenen Nährstoffen, seine Sporenlager brechen später durch die Blattoberfläche und setzen Sporen frei. Die Art verfügt über einen Entwicklungszyklus, von dem bislang lediglich Telien sowie deren Wirt bekannt sind; Uredien, Spermogonien und Aecien konnten dem Pilz nicht zugeordnet werden.